# Pedomyia namibia
Pedomyia namibia là một loài ruồi trong họ Asilidae. Pedomyia namibia được Londt miêu tả năm 1994. Loài này phân bố ở vùng nhiệt đới châu Phi.